# Roger Tallroth
För brottaren, se Roger Tallroth (brottare).
Karl Johan Roger Tallroth, född 21 november 1958 i Huddunge församling, Västmanlands län, är en svensk folkmusiker och kompositör. 
Tallroth är utbildad vid Musikhögskolan vid Örebro universitet. Han är främst gitarrist, men spelar även andra stränginstrument som bouzouki, ukulele, mandola, mandolin, fiol, viola, oud och kontrabas. Han arbetar också som arrangör och lärare på musikhögskolorna i Stockholm och Örebro.
Tallroth har i grupper som Väsen skapat sig ett eget spelsätt som ofta innefattar alternativa stämningar och rytmiseringar. 
Han har samarbetat med musiker som Annbjørg Lien och Sofia Karlsson, och medverkade i föreställningen Hästen och tranan.

## Diskografi i urval
- 1990 – Väsen
- 1992 – Vilda Väsen
- 1993 – Essence
- 1996 – Hästen och tranan
- 1996 – Levande Väsen
- 1997 – Världens Väsen
- 1997 – Spirit
- 1997 – Whirled
- 1999 – Gront
- 2001 – Live at the Nordic Roots Festival
- 2003 – Trio
- 2004 – Keyed Up
- 2005 – Jul i folkton
- 2005 – Live in Japan
- 2007 – Linnaeus Väsen
- 2007 – Mike Marshall & Darol Anger with Väsen
- 2009 – Väsen Street
- 2010 – Jul i folkton: I solvändets tid
- 2011 – Jul i folkton
- 2013 – Mindset